# Kornutka koniczynowa
Kornutka koniczynowa (Eucera longicornis) – gatunek pszczoły z rodziny pszczołowatych.
Pszczoła samotnica, gniazdująca w ziemi i tworząca kolonie gniazd. Ma jedno pokolenie w roku, zimuje w stadium przedpoczwarki, część osobników prawdopodobnie zimuje w stadium imago.
Samce, podobnie jak u innych kornutek, charakteryzują się wyjątkowo długimi czułkami. U kornutki koniczynowej sięgają końca odwłoka. Zapylają one pewne storczyki z rodzaju Ophrys, które wydzielają zapach imitujący feromony samic ich gatunku. W czasie pseudokopulacji samca kornutki z kwiatem storczyka dochodzi do zapylenia.
Samice mają czułki krótsze, zwyczajnej długości – sięgają tylko do tarczki. Są oligolektyczne i zbierają pyłek z kwiatów roślin z rodziny motylkowych.

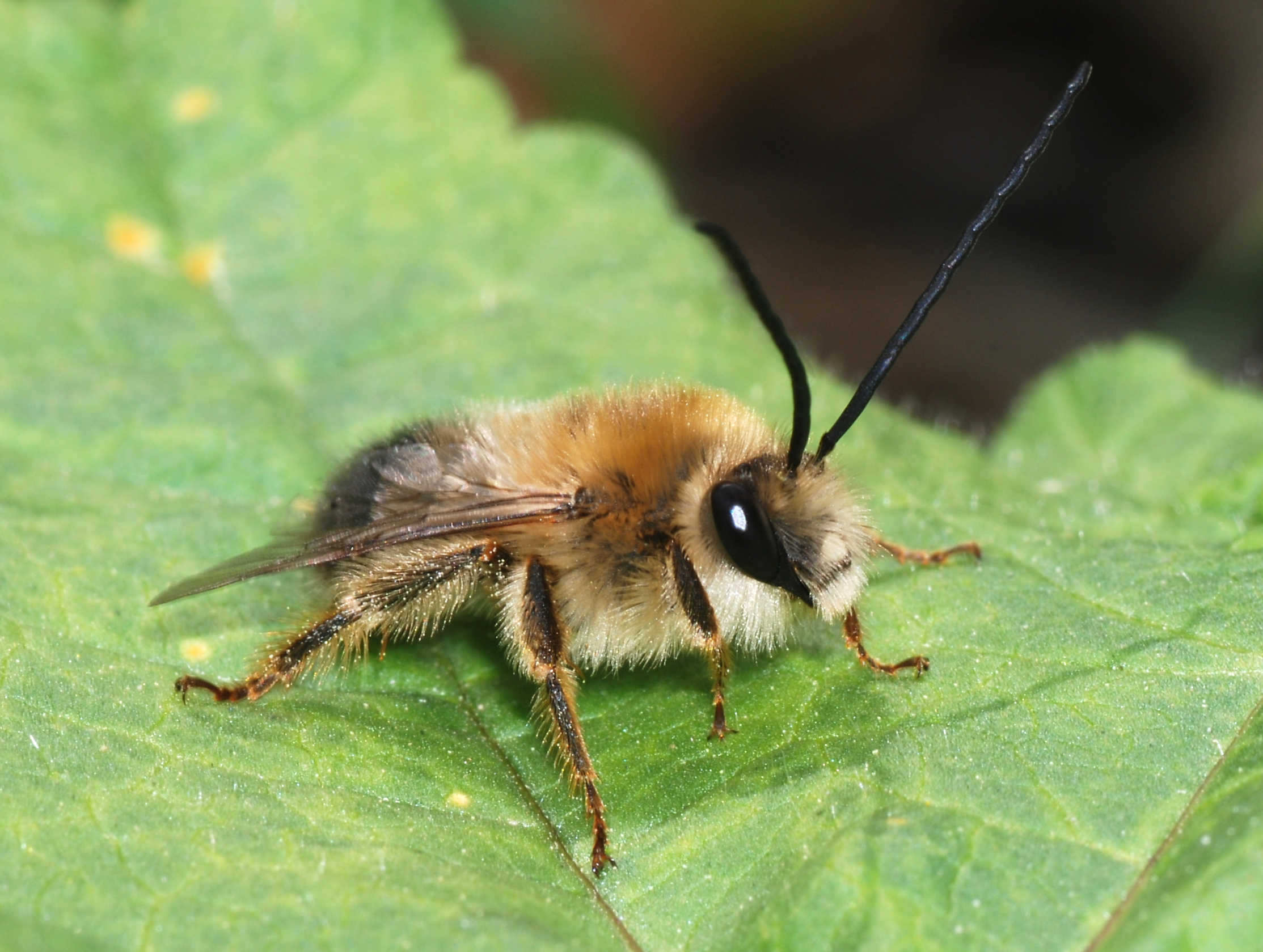
Czułki samców kornutek są wyjątkowo długie w porównaniu z innymi pszczołami
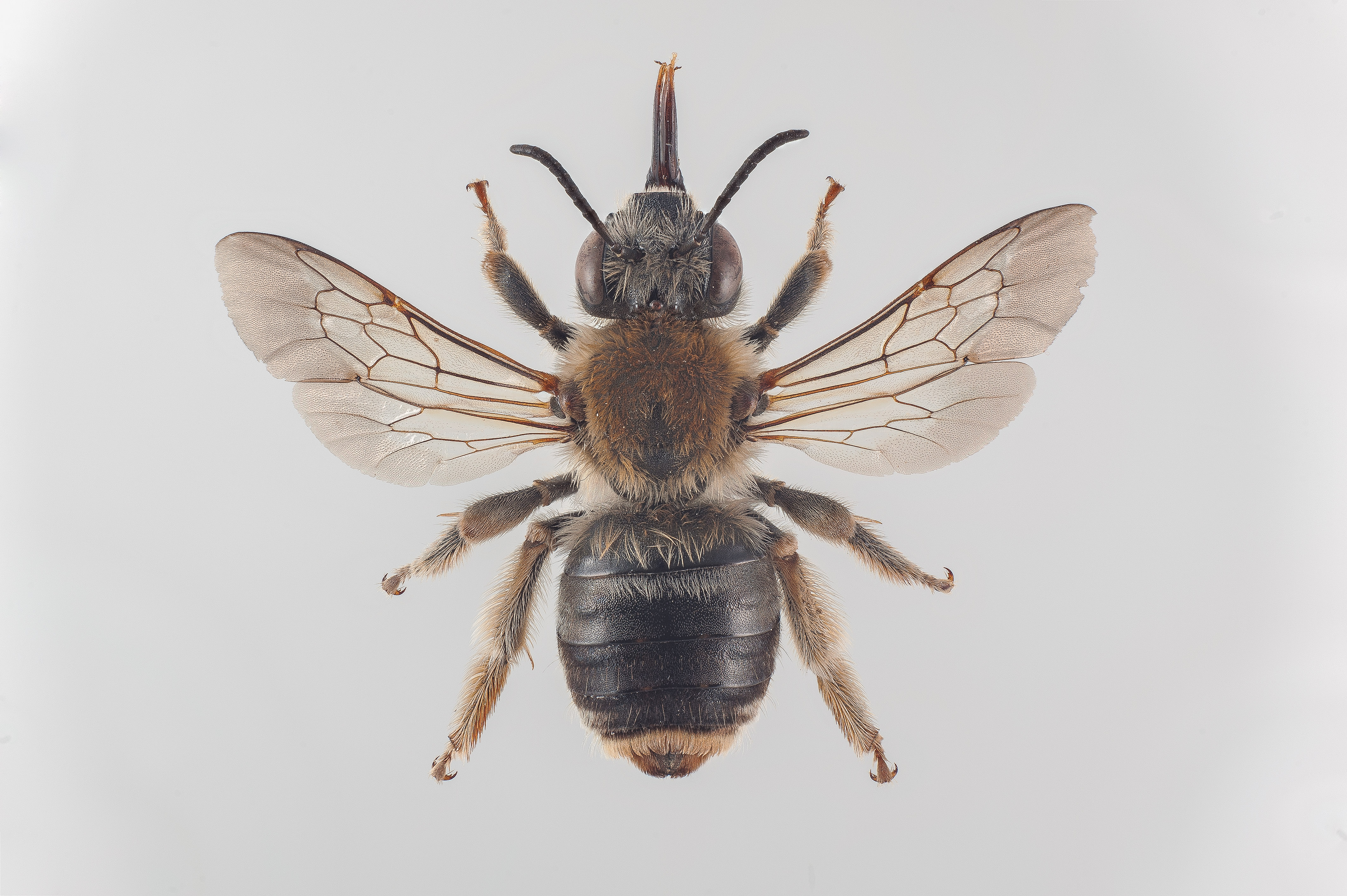
Samica kornutki koniczynowej, w przeciwieństwie do samca, ma krótkie czułki